# Såtsanjåkka
De Såtsanjåkka  (Samisch: Sohcanjohka) is een rivier die stroomt in de Zweedse  gemeente Kiruna. De rivier is de afwateringsrivier van het meer Váhttejávri. De rivier stroomt oostwaarts en stroomt na 5 kilometer de Råstrivier in.
Afwatering: Såtsanjåkka → Råstrivier → Lainiorivier → Torne → Botnische Golf